# 聖セバスティアンの殉教

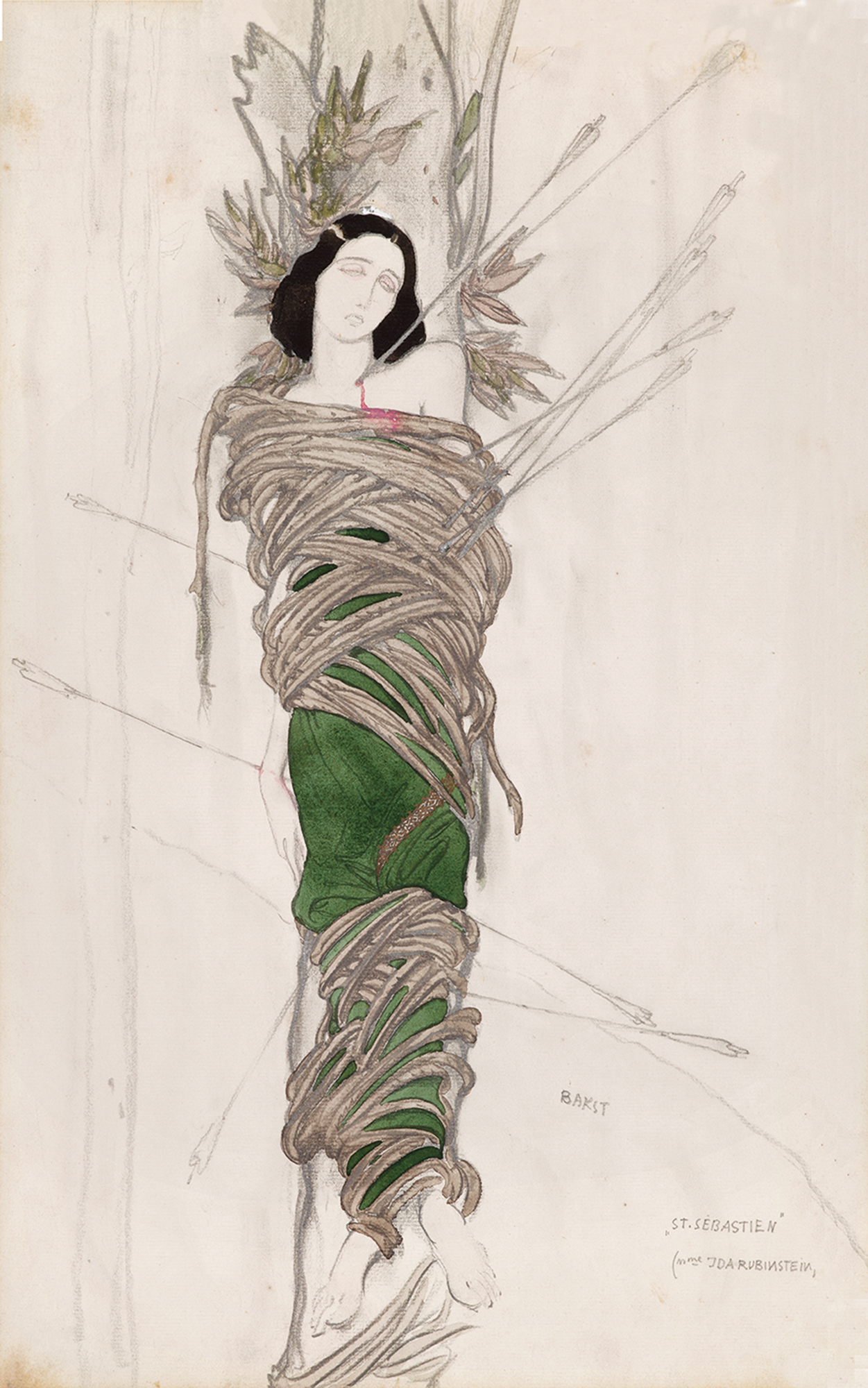
レオン・バクストによる初演時の衣裳デザイン

『聖セバスティアンの殉教』または『聖セバスチャンの殉教』（せいセバスティアンのじゅんきょう，フランス語: Le Martyre de Saint Sébastien, L.124）は、イタリア人作家ガブリエーレ・ダヌンツィオとの合作によってクロード・ドビュッシーが作曲した劇音楽。「5幕の神秘劇」と銘打たれている。

## 背景と経緯
1911年1月から5月にかけて作曲された記念碑的な大作である。聖人セバスティアヌス役を演ずることになっていたイダ・ルビンシュタインのためにダヌンツィオは、3938行ものフランス語の詩を創り出した（ちなみに当時ダヌンツィオは、イタリアの債権者から逃れてフランスに滞在中だった）。ドビュッシーは、この膨大な量の台本のために、合唱曲と、オーケストラの間奏曲、アリアを作曲したものの、上演に4時間を要する戯曲に対して、1時間程度の劇音楽しか作曲できなかった。時間の制約のために、親友アンドレ・カプレを助手に迎えて、オーケストレーションを手際よく進めた。
1911年5月22日にパリ・シャトレ座において初演され、カプレが指揮を執った。初演は騒動に発展した。ユダヤ系のロシア人女性であるルビンシュタインが軽装で聖人を演じることを理由に、パリ大司教レオン＝アドルフ・アメットが、その観賞をすべてのカトリック信徒に対して禁止したのである。その後はダヌンツィオの著書が、教皇庁の禁書に処せられた。観衆の反応や評論家は、5時間を越える上演時間の長さなどについて、あからさまに否定的だった。

## 受容と評価
『聖セバスティアンの殉教』が原形のまま演奏されることは滅多にない。感傷的で饒舌、世紀末的なダヌンツィオのテクストにおそらくその原因があるのかも知れない。台本は後にドビュッシーの友人ルイ・ラロワが手を入れ、さらにヴェラ・コレーヌの改訂を経て、2時間足らずの縮小版が作成された。ドビュッシーは、本作をオペラに改作することを考え、ラロワと共同で計画を進めていたが、死によって実現することはなかった。
本作は、現在では、主に以下の二つの形式によって演奏されている。
- デジレ＝エミール・アンゲルブレシュトによる、オラトリオ版（短縮版）
原作の中から最も感動的な部分を切り詰めたもので、上演に約1時間20分を要する[1]。録音は、アンゲルブレシュトの他、シャルル・ミュンシュ、エルネスト・アンセルメ、ピエール・モントゥー、レナード・バーンスタイン、マイケル・ティルソン・トーマス指揮のものがある。
- アンドレ・カプレによる、管弦楽のための交響的断章（フランス語: Fragments Symphoniques）（後述）

## 神秘劇

### 配役
- Vox Sola （ソプラノ）
- 天の声 Vox coelestis （ソプラノ）
- セバスティアンの魂 Anima Sebastiani （ソプラノ）
- 処女エリゴーヌの声 La voix de la Vierge Érigone （ソプラノ）
- 双子の兄弟マルクスとマルケルス Les jumeaux, Marc et Marcellien （アルトもしくはコントラルト）
- 聖セバスティアン Le Saint Sébastien （語りと踊り）
- 悲しみの母 La Mère douloureuse （ナレーター）
- 熱病を患う娘 La Fille malade des fièvres （ナレーター）
- ローマ皇帝 L'Empereur （ナレーター）
- 軍司令官 Le Préfet （ナレーター）

### あらすじ

#### 第1幕 ユリの庭 （La Cour de Lys）
弓人の長セバスティアンは、とらわれのキリスト教徒であるマルクスとマルケルスの双子を励まし、神に証しを求めて天空に矢を放つとそれは落ちてこない。「セバスティアン! 汝は証し人なり」と呼ぶ声が聞こえ、群衆は「奇跡だ」と叫ぶ。法悦に満ちたセバスティアンが踊ると、双子や合唱は神の栄光を称える。やがて天使たちの合唱が歌われ、歓喜と神への賛美に包まれて幕を閉じる。

#### 第2幕 魔法の部屋 （La Chambre Magique）
セバスティアンが星占いの部屋に入ると、イカルスの娘エリゴーヌの歌が聞こえ、やがて熱病に苦しむ女が登場する。セバスティアンが彼女の胸から布を剥ぎ取ると、それはキリストの屍衣の一部で、キリストの面影が現れる。天上の声、聖母マリアの歌声が聞こえる。青銅の扉は開き、天上の声が高らかに歌われて幕を閉じる。

#### 第3幕 異教の神の宗教会議 （Le Concile des Faux Dieux）
宗教会議の場で、皇帝はセバスティアンにアポロン神を崇めるよう命ずるが、セバスティアンはそれを拒む。楽手がアポロンへの頌歌を歌うと、セバスティアンはそれを遮り、キリストの受難を語り踊る。途中で失神したセバスティアンが蘇ったのに人々は驚き、皇帝は彼を神々の列に置く名誉を与えようとするが、セバスティアンはそれを投げ返す。セバスティアンは処刑を言い渡され、悲しみを歌う合唱の中、刑場に引かれてゆく。

#### 第4幕 傷ついた月桂樹 （Le Laurier Blessé）
月桂樹に縛り付けられたセバスティアンは、神秘的な体験をしながら、肉体に矢を受ける。亡骸を移すため、その体を動かそうとした女たちは、矢がことごとく月桂樹に立っているという奇跡に驚く。

#### 第5幕 天国 （Le Paradis）
セバスティアンの魂は、天国で殉教者や天使たちに迎えられる。そのことへの喜びと神への賛美が、歌と合唱と管弦楽によって奏され、アレルヤを多彩に繰り広げて荘重に全曲を終える。

## 交響的断章
アンドレ・カプレによる交響組曲形式の抜粋版。ドビュッシー歿後の1924年11月15日にガブリエル・ピエルネの指揮によってようやく初演された。

### 楽章構成
1. ユリの庭 （La Cour de Lys）
2. 法悦の踊りと第1幕の終曲 （Danse extatique et Final du 1er Acte）
3. 受難 （La Passion）
4. よき羊飼い （Le Bon Pasteur）

以上の4楽章に、劇音楽から吹奏楽のファンファーレを抜粋して加えて演奏することもある。

### 楽器編成
ピッコロ2、フルート2、オーボエ2、コーラングレ1、クラリネット3、バスクラリネット1、バスーン3、コントラバスーン1、ホルン（F管）6、トランペット4、トロンボーン3、チューバ1、ティンパニ、チェレスタ、シンバル、大太鼓、タムタム、ハープ3、弦楽五部。

## 日本語訳書
- 『聖セバスチァンの殉教』（美術出版社[3]、1966年9月30日、再版1969年）
  - 三島由紀夫と池田弘太郎の共訳（函入）、カラー口絵写真1頁1葉（聖セバスチァンの殉教図）
  - 後半に、図版刷：写真50頁49葉（カラー2葉）の「名画集 聖セバスティアンの殉教」（三島由紀夫編）
- 『聖セバスチァンの殉教』（国書刊行会〈クラテール叢書10〉、1988年4月23日）
  - 新編再刊（カバー装幀：中島かほる）。旧版「名画集」はなく、各・本文中に白黒で挿図20葉、図版刷4頁4葉（聖セバスティアンの殉教図）のみ

## 翻案作品
- 聖セバスティアンの殉教（チェコ語版） - 1984年の西ドイツの音楽映画[4][5][6]。監督はペトル・ヴァイクル（英語版）、セバスティアン役はマイケル・ビーン。